# Hervé Gattegno
Pour les articles homonymes, voir Gattegno.
Hervé Gattegno, né le 28 juillet 1964 à Marseille, est un journaliste d'investigation français.
Rédacteur en chef à l'édition française de Vanity
Fair jusqu'en 2016, il a été directeur de la rédaction du Journal du dimanche et de Paris Match ainsi qu'éditorialiste à RMC et BFMTV.

## Biographie

### Famille
Hervé Gattegno est né en 1964 à Marseille[réf. nécessaire]. 
Il est marié à Anne-Cécile Sarfati, auteure et rédactrice en chef du magazine Elle, avec qui il a trois enfants.

### Carrière
Il est diplômé de l’École publique de journalisme de Tours et de l'École de journalisme et de communication de Marseille. 
Hervé Gattegno a fait ses débuts à Marseille, au Méridional, quotidien régional marqué à droite, avant de rejoindre Le Nouvel Observateur.  
Il a collaboré au quotidien Le Monde de 1992 à 2007, où il se spécialisa dans l'investigation, où il devint rédacteur en chef de la rubrique « France » et où ses talents furent reconnus quasi unanimement (en dépit d'une controverse).    
En 2003, il est condamné pour diffamation pour un article du 20 juin 2002 qui imputait à Roland Dumas d'avoir fait prendre le 22 janvier 1999 par le Conseil constitutionnel une décision favorable au président Chirac, sur la question de la responsabilité pénale du chef de l'État, en échange de la « neutralité présidentielle dans les affaires judiciaires » le concernant.  
Par la suite, il a été rédacteur en chef de la cellule investigation du Point. Il est également éditorialiste dans la matinale de Jean-Jacques Bourdin, Bourdin & Co sur RMC, où il tient une chronique quotidienne nommée Le parti pris de Gattegno[réf. nécessaire]. Il est réputé proche d'Arnaud Montebourg, selon le journaliste Guy Benhamou et selon L'Express,. 
De 2013 à 2016, il est rédacteur en chef du pôle enquêtes de l’édition française de Vanity Fair, lancée avec succès par Michel Denisot. 
En juin 2016, il est nommé directeur de la rédaction du Journal du dimanche en remplacement de Jérôme Bellay, 73 ans, qui a annoncé son départ du JDD en mai.
Depuis septembre 2018, il propose un édito dans la matinale week-end d'Europe 1 présentée par Bernard Poirette. 
En octobre 2019, il devient directeur général des rédactions de Paris Match. Il refond la maquette, mais ses éditoriaux enflammés en faveur de Nicolas Sarkozy provoquent un malaise dans l'équipe, suivi par de nombreux départs. Sa politique d'économie sur ce qui a fait l'ADN du magazine, les photos et les reportages, suscite également l'inquiétude des journalistes.
Le 18 octobre 2021, il est licencié du JDD et de Paris Match en accord avec le groupe Lagardère.
Actuellement, Hervé Gattegno livre chaque matin sa revue de presse aux auditeurs de Radio Classique.

### Affaires
Hervé Gattegno a révélé multiples scandales politico-financiers au cours de sa carrière, notamment l’implication dans l’affaire Elf de Roland Dumas, la confession posthume enregistrée dans une cassette par Jean-Claude Méry – acteur-clé de l'affaire des HLM de la ville de Paris – ou encore le témoignage de l’ancien directeur de cabinet de Kadhafi, Bechir Saleh. 

#### Les carnets du général Rondot
Les carnets personnels du général de renseignement Philippe Rondot sont saisis lors d'une perquisition à son domicile. Hervé Gattegno divulgue leur contenu, mettant en position difficile le premier ministre Dominique de Villepin.
Ces notes, dans lesquelles il consigne ordres et travaux, sont partiellement classées secret défense, et sont aujourd'hui déclassifiées. Le général Rondot, responsable des services secrets français, avait pour habitude de relater de son écriture manuscrite ses actions et ses conversations dans des petits carnets. Il codifiait également les personnes concernées ne les citant pas directement : ainsi le premier ministre est abrégé en PM, le président de la République en PR, Imad Lahoud en Mahdi, par exemple.
Selon Libération du 13 juillet 2007, la pratique des carnets à spirale du général Rondot témoigne d'une « graphomanie incongrue ». 

#### Affaire Bettencourt
Dans le cadre de l’affaire Bettencourt, il a divulgué les enregistrements du majordome de la milliardaire, Pascal Bonnefoy, que la justice retiendra comme élément à charge contre plusieurs membres de l’entourage de Liliane Bettencourt. Poursuivi pour « atteinte à l'intimité de la vie privée », il a été relaxé le 12 janvier 2016 par le tribunal correctionnel de Bordeaux. 
Il explique avoir adopté des méthodes proches de celles d'un juge d’instruction. Le journaliste Pierre Péan indique qu'« Il avait pour habitude de laisser sa carte de visite dans la boîte aux lettres d’un protagoniste injoignable au téléphone avec cette simple mention : "Hervé Gattegno souhaite vous entendre." » 

#### Affaire Marković
Fin 2023, Hervé Gattegno publie une enquête sur l'affaire Marković « Un cadavre sur la route de l'Élysée: Les derniers secrets de l'affaire Markovic » s'appuyant sur de nombreux nouveaux documents cachés du dossier judiciaire et de De Gaulle, renforcent le doute sur les rôles peu clairs et la responsabilité d'Alain Delon, de son homme à tout faire Markovic, et de la figure du Milieu de Pigalle dès les années 1950 François Marcantoni.

### Polémiques
Il est soupçonné d'avoir censuré en novembre 2018 une enquête sur le député LREM Francis Chouat, très proche de Manuel Valls. D'après le journal Marianne, ce dernier est directement intervenu auprès de lui pour empêcher la publication de l’enquête.
Les journalistes de Mediapart Karl Laske et Fabrice Arfi soulignent ses prises de positions en faveur d'une thèse favorable à Nicolas Sarkozy dans l'affaire du financement de sa campagne présidentielle par de l'argent libyen. Les journalistes notent qu'il semblerait produire un certain nombre d'articles sur suggestion appuyée d'Alexandre Djouhri, récemment mis en examen dans cette affaire. Ils produisent à cet effet un texte qu'ils attribuent aux magistrats chargés de l'affaire : « Les conversations téléphoniques interceptées entre Alexandre Djouhri et Hervé Gattegno établissent effectivement qu’il lui demande de faire paraître des articles sur des sujets déterminés, notamment l’interview de Bachir Saleh [directeur de cabinet de Kadhafi – ndlr] à Johannesburg […] ; de très nombreuses conversations téléphoniques de 2013 à 2014 établissent la proximité entre les deux individus ; dans ces conversations Alexandre Djouhri n’apparaît nullement comme une source mais comme un donneur d’ordre. » Il est témoin assisté dans l’information judiciaire sur la rétractation de l’intermédiaire Ziad Takieddine de ses accusations de financement libyen de la campagne présidentielle 2007 de Nicolas Sarkozy.
À la suite d'un article de 2016 pointant ces relations, Hervé Gattegno, après avoir adressé deux droits de réponses à Mediapart, porte plainte le 14 novembre 2017 en diffamation publique contre Arfi, Laske ainsi qu'Edwy Plenel, le directeur de la rédaction de Mediapart. Il gagne en première instance mais perd en appel, puis en cassation le 2 mars 2021,.

## Publications
- 1997 : « Journalisme et recel : aspects journalistiques », dans Jean-Yves Dupeux (dir.) et Alain Lacabarats (dir.), Liberté de la presse et droits de la personne, actes du colloque organisé le 20 juin 1997 par le Tribunal de grande instance de Paris et l'Ordre des avocats à la Cour de Paris, Dalloz, coll. « Thèmes et commentaires », Paris, 163 p.  (ISBN 2-247-02893-4), p. 131–136
- 1998 : L'Affaire Dumas, Stock, Paris, 278 p.  (ISBN 2-234-05062-6) ; nouv. éd. aug. sous-titrée Dernière édition avant procès, 2001, 400 p.  (ISBN 2-234-05278-5) : sur l'affaire Dumas
- 2006 : L'Irresponsable : Une présidence française, 1995-2007, Stock, Paris, 303 p.  (ISBN 2-234-05854-6) : sur la présidence de Jacques Chirac
- 2007 : Femmes au pouvoir : Récits et confidences, avec Anne-Cécile Sarfati et la collab. de Myriam Levain, Stock, Paris, 401 p.  (ISBN 978-2-234-06025-8)
- 2023 : Un cadavre sur la route de l'Élysée: Les derniers secrets de l'affaire Markovic, Flammarion, Paris, 352 p.  (ISBN 978-2080426345)